# Дипілонські вази
Дипілонські вази (англ. Dipylon Vases) — узагальнююча назва кількох давньогрецьких ваз значних розмірів (понад 1 м) із розписом у стилі пізньої геометрики, що створювались аттичними майстрами в середині VIII століття до н. е. На Дипілонських вазах вперше з'являються стилізовані, спрощені фігури тварин та людей, після кількох століть, впродовж яких у вазописі панували виключно найпростіші геометричні орнаменти.
Перші дипілонські вази знайдені під час розкопок кладовища для аристократів в афінському кварталі Керамікос, вхід до якого увінчували два пілони, або, так звана, Дипілонська брама. Вази стародавні афіняни використовували як намогильні пам'ятники, при цьому над похованням чоловіків встановлювались кратери, а над похованнями жінок — амфори.
Через значні розміри гончарі не могли виготовляти дипілонські вази цільними. Спочатку послідовно створювались кільця, які пізніше склеювались одне з одним. Вазопис таких ваз виконувався із використанням типових для геометрики форм та регістрів. Важливою особливістю є те, що розпис дипілонських ваз обов'язково включав поховальні сцени із зображенням людських фігур та тварин. Найчастіше зустрічаються сцени протесісу (грец. πρόσθεσις) (зображення фігури померлого лежачи) або екфору (процесія із трупом, оточена з усіх боків плакальницями). Близько 50 ваз дипілонського типу приписуються авторству анонімного Дипілонського вазописця, який працював в Афінах в період між 760 і 735 роками до нашої ери.
Найвідоміші серед ваз цього типу — Дипілонський кратер та Дипілонська амфора, знайдені на кладовищі зовнішнього Керамікосу і обидві датовані близько 750 до н. е. Нині зберігаються у Національному археологічному музеї Афін.

## Дипілонський кратер

Дипілонський кратер, Національний археологічний музей Афін

Це надзвичайно великий кратер із ніжкою: його висота становить 42,4 дюйми (або 108 см). Для порівняння, висота іншого відомого кратера, так званої, Вази Франсуа становить 66 см. Розпис кратера виконаний на кількох горизонтальних регістрах. Верхній заповнений варіацією меандру, яка називається покроковий меандр (англ. stepped meander). Під ним зображена поховальна процесія. Тут же бачимо ще одну поховальну сцену, змальовану більш детально.
Ця сцена центральна в усій композиції розпису. Людські фігури підкреслено геометризовані: груди зображені у формі трикутників, голови являють собою кола, зброя — просто лінії. Важливо, що вазописець зобразив нібито два поховальних одра: одне — ширше і вище, інше — нижче і вужче. Дослідники вважають, що насправді це спроба намітити перспективу, а чотири ніжки належать одному столу. Сам померлий лежить зверху на одрі, поклавши голову на подушку. І чоловік, і подушка намальовані у фронтальній проєкції, хоча очевидно, що померлий лежить на спині. Жриця праворуч від труни розхитує над головою гілкою папороті, одночасно тягнучи себе за волосся як традиційний знак жалоби. На вершині столу у ногах покійного дві інші фігури, які можуть представляти дружину і дитину або двох дітей. Зліва від гробу сидить жіноча фігура, ймовірно, дружина з маленькою дитиною на колінах. Вона теж розхитує вайєю. У тому, як показано ніжки стільця, ще одна спроба зобразити перспективу. Під смертним одром вазописець показує жертовного оленя і гусей. Над померлим пишний поховальний саван. Ліворуч і праворуч покійного оточує хода скорботних жінок, які також рвуть руками своє волосся.
Регістром нижче зображено ходу колісниць, коней і воїнів. Окремі фігури воїнів характеризуються надмірною стилізацією і підкресленою геометричністю. Вазописець намагався навіть передати перспективу: троє коней забарвлені один за одним у різні за насиченістю кольори, втім усі 12 ніг зображені в одній площині.

## Дипілонська амфора

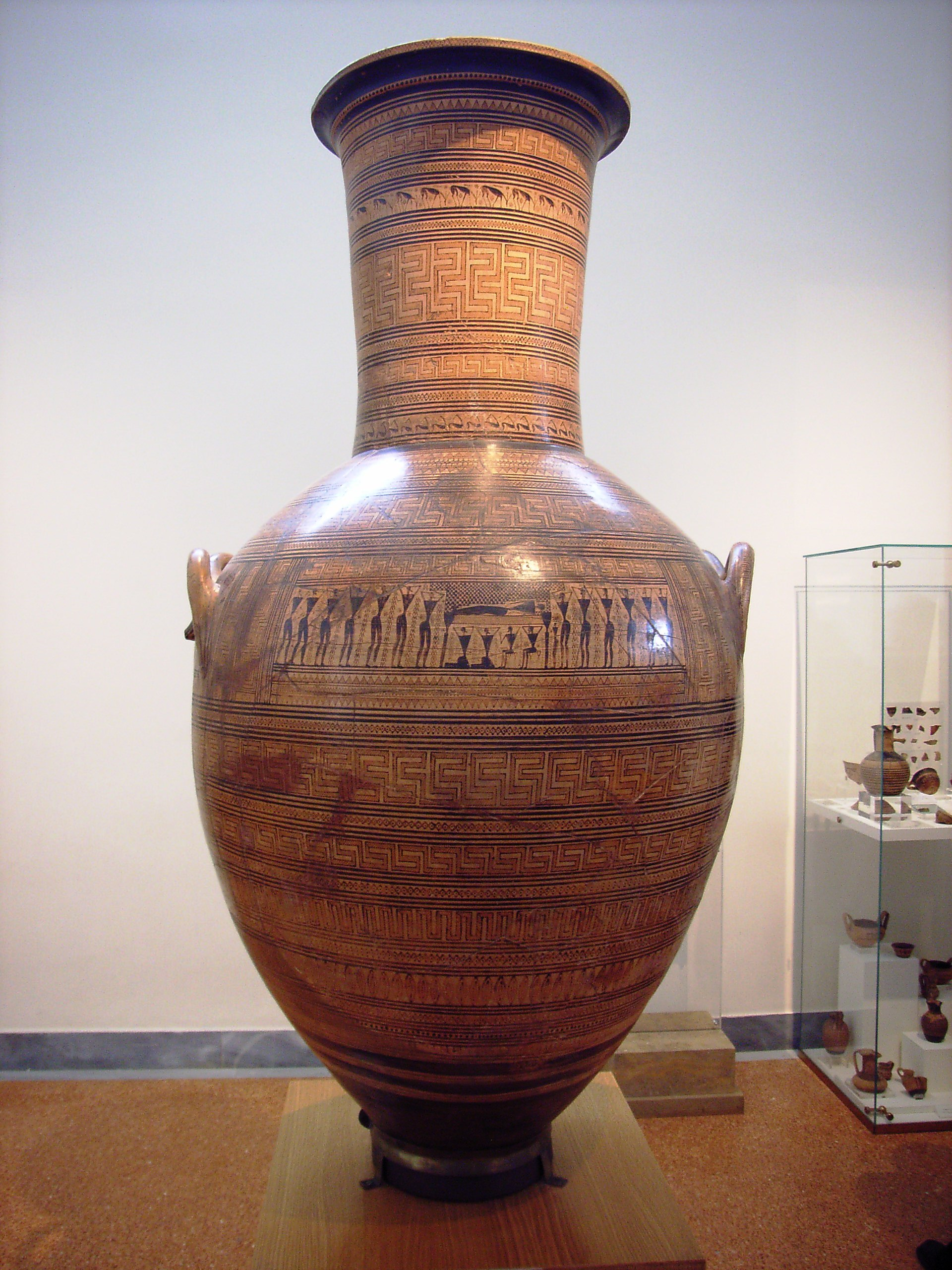
Дипілонська амфора, Національний археологічний музей Афін

Дипілонська амфора також була знайдена на кладовищі Керамікосу, де мала позначати місце поховання афінянки із аристократичної родини. Амфора значно поступається різноманітністю композиції кратеру, проте із висотою 155 см перевершує останній. Нині зберігається у Національному археологічному музеї Афін, експонат Athens NM 804.
Форма амфори довершена: симетричний корпус, висока циліндрична шия і маленька, акуратна подвійна ручка на плечі. Численні фризи зображують різноманітні орнаментальні варіації зигзагів, меандрів (зокрема, на шиї чотирикратний меандр — англ. quadruple meander), ліній та інших геометричних орнаментів. Два фризи на шиї звертаються до тваринних мотивів: на верхньому змальовано повторювану фігуру оленя, який їсть траву, на нижньому повторюється фігура лежачого оленя.
Найважливіший у композиції розпису фриз зображує протесіс. Втім, на відміну від Дипілонського кратера, сцена змальована не так детально. Вазописець обмежився зображенням смертного одра, вкритого саваном. Фігура померлого показана фронтально, так само майстер не намагався досягти ефекту глибини, змалювавши тільки дві ніжки столу. Праворуч та ліворуч покійного оточують стоячі фігури плакальщиків із типовими трикутними тулубами. Їх руки зведені догори, вони рвуть своє волосся на знак вияву смутку та жалоби. При цьому під одром двоє плакалищиків ліворуч стоять навколішки, а двоє праворуч — сидять на стільцях. Це могло позначати майновий стан осіб. Серед усіх оплакуючих вирізняється фігура меншого зросту праворуч від померлого, наприклад, його спрадкоємця. Фігури плакальщиків зображені і на корпусі амфори під ручкою.

## Інші вази
- Кратер зі сценою протесісу в Луврі, експонат A 517. Висота 58 см, діаметр — 92 см[8].
- Два кратери на ніжці висотою 108,2 см та 130,5 см у Музеї Метрополітен. Вази були склеєні з окремих фрагментів, проміжки відсутніх уламків заповнили гіпсом[9].
- Так звана, Амфора Ельджина у Британському музеї висотою 67 см. Приписується авторству Дипілонської майстерні вазописців[10].